# Welcome to Haiti: Creole 101
Welcome to Haiti: Creole 101 è il quinto album in studio del rapper haitiano Wyclef Jean, pubblicato nel 2004.

## Tracce
1. Jean Dominique Intro – 1:08
2. 24 é Tan Pou Viv – 4:06
3. President – 3:36
4. Bicentennial (featuring Sweet Mickey) – 4:02
5. Generation X – 4:37
6. Party By The Sea (featuring T-Vice & Buju Banton) – 3:51
7. Haitian Mafia (featuring Foxy Brown) – 4:07
8. Le Ou Marye – 5:30
9. Fistibal Festival (featuring Melky & Bud) – 4:28
10. La Bamba (featuring Ro-K & Gammy) – 3:59
11. Bay Micro'm Volume – 5:20
12. Proud To Be African (featuring 2Face, Sound Sultan & Faze) – 4:11
13. Douce – 4:08
14. Lavi New York (featuring Buggah) – 4:17
15. Fanm Kreyol (featuring Admiral T) – 3:58
16. No Va Rive – 4:29